# Huttonia palpimanoides
Huttonia palpimanoides là một loài duy nhất đã được mô tả trong chi Huttonia thuộc họ Huttoniidae. Chúng là loài đặc hữu của New Zealand.
Hóa thạch của lớp này đã được tìm thấy từ kỷ Phấn trắng (Campanian) hổ phách Alberta và Manitoba, Canada, mở rộng tuổi địa chất được biết đến trở lại Huttoniidae khoảng 80 triệu năm. Họ này đã được chia từ các họ Zodariidae vào năm 1984, Forster & Platnick.
Mặc dù chỉ có một loài được mô tả, có khoảng 20 loài chưa được mô tả, tất cả các từ New Zealand (Forster & Forster, năm 1999).

## Hình ảnh

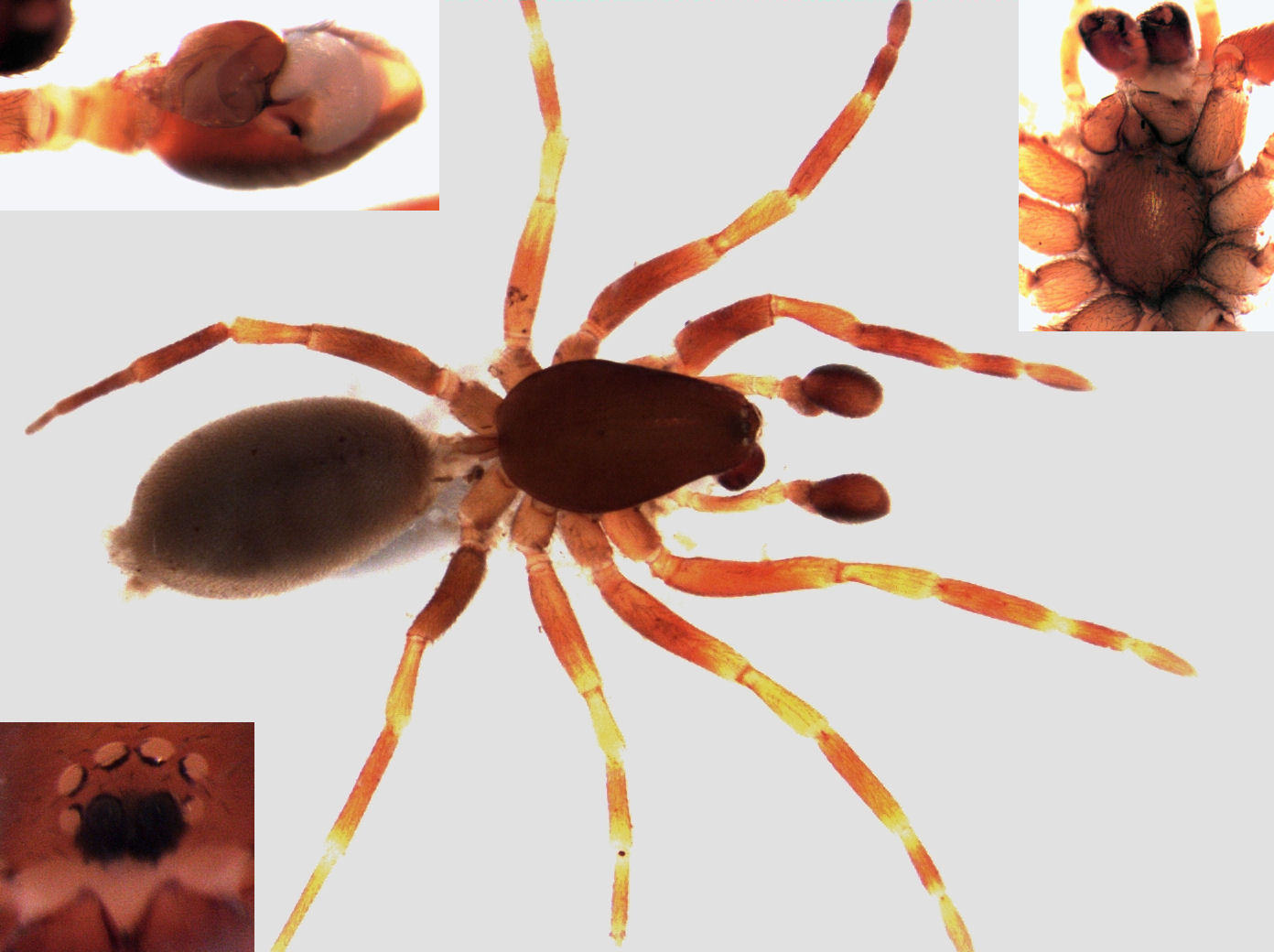